# Until It’s Gone
Until It's Gone ist ein Song der amerikanischen Rockband Linkin Park. Der Song wurde ursprünglich von der Band für ihr sechstes Studioalbum The Hunting Party aufgenommen, wo er als siebter Track auf dem Album erscheint. Produziert von Mike Shinoda und Brad Delson, erscheint der Track auch auf der gleichnamigen Single, die von Warner Bros Records und Machine Shop Recordings am 6. Mai 2014 veröffentlicht wurde. Die Single ist die zweite, die zur Promotion von The Hunting Party veröffentlicht wurde. Die Single ist ebenfalls Teil des Action-Adventure Computerspiels Transformers: Rise of the Dark Spark, welches am 24. Juni 2014 erschien.

## Komposition
In einer Vorschau auf das Album von Rolling Stones wurde der Song wie folgt beschrieben: „Until It's Gone startet mit einer Art trällerndem Synthie-Effekt, der die Visitenkarte der Gruppe bei ihrem 2000er-Debüt Hybrid Theory war, aber zu einem brütenden, texturierten Düster-Rocker wird, der die Zuhörer via Sänger Chester Bennington daran erinnert, dass [Sie] nicht wissen, was Sie haben, bis es weg ist.“ In einer weiteren Vorschau von Loudwire wird die Single als „es ist ein Mid-Tempo-Track mit weicheren Texten von Chester Bennington, der seine stimmliche Vielseitigkeit unter Beweis stellt. Die verträumten und atmosphärischen Klänge sind genug, um Sie zu entführen, aber Bennington bringt Sie wieder auf den Boden der Tatsachen zurück, während er Ihnen einen vertrauten Chor ans Herz legt.“ Der Song setzt sein Outro in The Hunting Party's achtem Track und vierter Single Rebellion mit System of a Down Gitarrist Daron Malakian fort.

## Hintergrund
Lyrisch handelt der Song von einer gescheiterten Beziehung, in der der Leadsänger Chester Bennington war. AltWire erklärt es als „beginnend mit einer Synthie-Linie ähnlich wie Numb vom 2003er Album Meteora, mit einer unerwartet grüblerischen Gothic-Rock-Hymne, die sich als einer der Songs auf dem 6-Track-Sampler von The Hunting Party in jüngster Zeit mit einem chorartigen Background und intensiven orchestralen Hintergründen erweist, die auch nach it's gone bleiben und wirken“.

## Musikvideo
Ein Musikvideo zum Track wurde am 5. Mai 2014 auf YouTube uraufgeführt. Unter der Regie von Austin Saya wurde das dreiminütige Video in Los Angeles, Kalifornien, gedreht. Am 11. Juni 2014 wurde ein offizielles Musikvideo unter der Regie von Joe Hahn veröffentlicht. Das Video wurde auf der offiziellen Facebook-Seite der Band uraufgeführt und ist nun auf ihrem offiziellen YouTube-Kanal hochgeladen. Das Video wurde bei den MTV Video Music Awards 2014 in der Kategorie "Best Rock Video" nominiert.

## Titelliste
| Nr. | Titel           | Autor(en)   | Produzenten               | Länge |
| --- | --------------- | ----------- | ------------------------- | ----- |
| 1.  | Until It's Gone | Linkin Park | Brad Delson, Mike Shinoda | 3:41  |

| Nr.          | Titel                                 | Autor(en)                    | Produzenten               | Länge |
| ------------ | ------------------------------------- | ---------------------------- | ------------------------- | ----- |
| 1.           | Until It's Gone                       | Linkin Park                  | Brad Delson, Mike Shinoda | 3:41  |
| 2.           | Guilty All the Same (featuring Rakim) | Linkin Park, William Griffin | Brad Delson, Mike Shinoda | 5:55  |
| Gesamtlänge: | Gesamtlänge:                          | Gesamtlänge:                 | Gesamtlänge:              | 9:36  |

## Charts
| ChartsChartplatzierungen     | Höchstplatzierung | Wochen |
| ---------------------------- | ----------------- | ------ |
| Deutschland (GfK)            | 24 (4 Wo.)        | 4      |
| Österreich (Ö3)              | 33 (3 Wo.)        | 3      |
| Schweiz (IFPI)               | 23 (3 Wo.)        | 3      |
| Vereinigtes Königreich (OCC) | 78 (1 Wo.)        | 1      |

## Veröffentlichung
| Region             | Datum        | Format                 | Label                       | Katalognummer |
| ------------------ | ------------ | ---------------------- | --------------------------- | ------------- |
| Weltweit           | 6. Mai 2014  | Download               | Warner Bros.                | —             |
| Indien             | 6. Mai 2014  | Download               | Warner Bros.                | —             |
| Italien            | 9. Mai 2014  | Contemporary Hit Radio | Warner Bros.                | —             |
| Vereinigte Staaten | 13. Mai 2014 | Modern rock radio      | Warner Bros. • Machine Shop | —             |
| Deutschland        | 30. Mai 2014 | CD                     | Warner Bros.                | 5439197124    |
| Schweiz            | 30. Mai 2014 | CD                     | Warner Bros.                | 5439197124    |